# المفوضية العليا الهندية في إسلام أباد
المفوضية العليا لجمهورية الهند في إسلام آباد هي البعثة الدبلوماسية للهند لدى باكستان. من عام 1976 إلى عام 1989، ومن عام 1999 إلى عام 2004، ومن عام 2007 إلى عام 2008، كانت البعثة تُعرف باسم «سفارة الهند، إسلام آباد» بسبب انسحاب باكستان أو تعليق عضويتها من الكومنولث خلال تلك الفترات الزمنية. تم تعليق العلاقات الدبلوماسية الهندية الباكستانية في مناسبتين منفصلتين، في عام 1971 بسبب الحرب الباكستانية الهندية عام 1971، ومن عام 2001 إلى عام 2003 بسبب هجوم البرلمان الهندي 2001 والمواجهة الهندية الباكستانية في عامي 2001 و2002 في عام 2019، ردًا على إلغاء الهند لوضع جامو وكشمير الخاص، خفضت باكستان العلاقات الدبلوماسية مع الهند. منذ ذلك الحين، يرأس البعثة الدبلوماسية قائم بالأعمال . وتشغل جيتيكا سريفاستافا هذا المنصب، وهي أول امرأة ترأس البعثة الدبلوماسية الهندية لدى باكستان.

## التاريخ
عُيّن سري براكاسا، المناضل والسياسي الهندي، أول مفوض سامٍ هندي في باكستان بناءً على طلب رئيس الوزراء جواهر لال نهرو. كان على براكاسا التعامل مع تدفق اللاجئين في خضم تقسيم الهند والحرب الهندية الباكستانية بين عامي 1947 و1948. كانت المفوضية السامية الأصلية تقع في كراتشي، العاصمة الفيدرالية لباكستان بين عامي 1947 و1959.
انتقلت المفوضية العليا الهندية إلى إسلام آباد في عام 1966 بعد نقل عاصمة باكستان إلى إسلام آباد.

### التوترات الدبلوماسية
في خضم الحرب الهندية الباكستانية عام 1971، عُلقت العلاقات الدبلوماسية بين الهند وباكستان بعد أن استدعت الهند مفوضها السامي من باكستان. أُعيدت العلاقات الدبلوماسية عام 1976، وعاد المفوض السامي الهندي إلى باكستان.
في عام 2001، وفي أعقاب هجوم البرلمان الهندي 2001، استدعت الهند بعثتها الدبلوماسية من إسلام آباد. وأُعيدت العلاقات الدبلوماسية في عام 2003. 
في عام 2019، رداً على إلغاء الهند وضع جامو وكشمير الخاص، قرر اجتماع لجنة الأمن القومي الباكستانية تخفيض مستوى العلاقات الدبلوماسية بين باكستان والهند. واستُدعي المفوض السامي لدى الهند وطُرد المفوض السامي الهندي لدى باكستان. ومنذ ذلك الحين، يرأس القائم بالأعمال المفوضية العليا الهندية في إسلام آباد.
في عام 2025، عقب هجوم باهالجام 2025، شهدت المفوضية العليا الهندية في إسلام آباد مخاوف أمنية متزايدة، بما في ذلك احتجاجات عامة بالقرب من البعثة. سحبت الهند مستشاريها العسكريين من المفوضية العليا وخفضت عدد موظفيها من 55 إلى 30. وكانت هذه الإجراءات جزءًا من إجراءات دبلوماسية أوسع نطاقًا وسط تصاعد التوترات بين الهند وباكستان، بما في ذلك عمليات الطرد المتبادلة للعسكريين وتعليق الاتفاقيات الثنائية الرئيسية، بما في ذلك تعليق معاهدة مياه نهر السند.